# 札ノ辻駅
札ノ辻駅（ふだのつじえき）は、かつて滋賀県大津市にあった京阪神急行電鉄（現・阪急電鉄）京津線の停留場。
札の辻と京町1丁目境（駅廃止時の町名は上京町）の滋賀県道558号高島大津線（旧国道161号）と京町通、北国海道の交差点、現在の京町一丁目交差点付近にあり、京津線開業時の大津側終点であった。

## 歴史
- 1912年（大正元年）8月15日：京津電気軌道の終着駅として開業。
- 1925年（大正14年）
  - 2月1日：会社合併に伴い京阪電気鉄道京津線の停留場となる。
  - 5月5日：札ノ辻 - 浜大津（現・びわ湖浜大津駅）間の延伸開業に伴い途中駅となる。
- 1943年（昭和18年）10月1日：陸上交通事業調整法により、京阪電気鉄道が阪神急行電鉄と合併し、京阪神急行電鉄となる。
- 1945年（昭和20年）5月15日：太平洋戦争の激化に伴い休止。
- 1946年（昭和21年）10月1日：廃止。

## 隣の駅
京阪電気鉄道
京津線
上栄町駅 - 札ノ辻駅 - 浜大津駅